# Gare d'Houdemont
La gare d'Houdemont est une gare ferroviaire française de la ligne de Jarville-la-Malgrange à Mirecourt située sur le territoire de la commune de Houdemont, au sud de Nancy, dans le département de Meurthe-et-Moselle en région Grand Est.
C'est une halte de la Société nationale des chemins de fer français (SNCF), desservie par des trains TER Grand Est.

## Situation ferroviaire
Établie à 256 mètres d'altitude, la gare d'Houdemont est située au point kilométrique (PK) 4,166 de la ligne de Jarville-la-Malgrange à Mirecourt, entre les gares de Jarville-la-Malgrange et de Ludres.

## Fréquentation
De 2015 à 2024, selon les estimations de la SNCF, la fréquentation annuelle de la gare s'élève aux nombres indiqués dans le tableau ci-dessous.
| Année     | 2015  | 2016  | 2017  | 2018  | 2019  | 2020  | 2021  | 2022   | 2023   | 2024   |
| --------- | ----- | ----- | ----- | ----- | ----- | ----- | ----- | ------ | ------ | ------ |
| Voyageurs | 5 255 | 4 059 | 5 519 | 6 689 | 7 963 | 6 841 | 9 155 | 11 588 | 13 353 | 14 750 |

## Service des voyageurs

### Accueil
Halte SNCF, c'est un point d'arrêt non géré (PANG) à accès libre.

### Desserte
Houdemont est desservie par des trains régionaux du réseau TER Grand Est, de la relation Nancy - Pont-Saint-Vincent (ligne L06A),.

### Intermodalité
Un abri pour les vélos (type VéloStanPark) et un arrêt de transport en commun routier (car) sont aménagés à proximité.
La gare est en correspondance avec les lignes T4 et 17 ainsi que part le service de transport à la demande "Résago 2" du réseau Stan.

## Projet de déplacement de la gare
Dans le cadre du remplacement du Transport léger guidé de Nancy par le Tramway de Nancy, la nouvelle ligne de tramway passera sur la commune d'Houdemont en 2028, il est prévu un déplacement de la gare plus proche de la zone commerciale afin de devenir un pôle multimodal et d'offrir une meilleure correspondance entre les transports urbains et le TER.